# Toshkent (tỉnh)
Tỉnh Toshkent (tiếng Uzbek: Toshkent viloyati, Тошкент вилояти, tiếng Nga: Ташкентская область) là một tỉnh của Uzbekistan. Tỉnh nằm ở đông bắc của đất nước, giữa sông Syr Darya và dãy núi Tiên Sơn. Nó biên giới với Kyrgyzstan, Tajikstan, tỉnh Sirdaryo và tỉnh Namangan. Tỉnh có diện tích 15.300 km ². Dân số ước tính khoảng 4.450.000.
Tỉnh Toshkent được chia thành 15 huyện hành chính. Thủ đô phủ là Toshkent (Tashkent) (dân số ước khoảng 2.000.000 người), mà cũng là thủ đô của đất nước, và được quản lý một cách riêng biệt từ các tỉnh như một thành phố độc lập. Các thành phố lớn khác bao gồm Angren, Olmaliq, Ohangaron, Bekobod, Chirchiq, G'azalkent, Keles, Parkent, To'ytepa, Yangiobod và Yangiyo'l.

## Phân chia hành chính

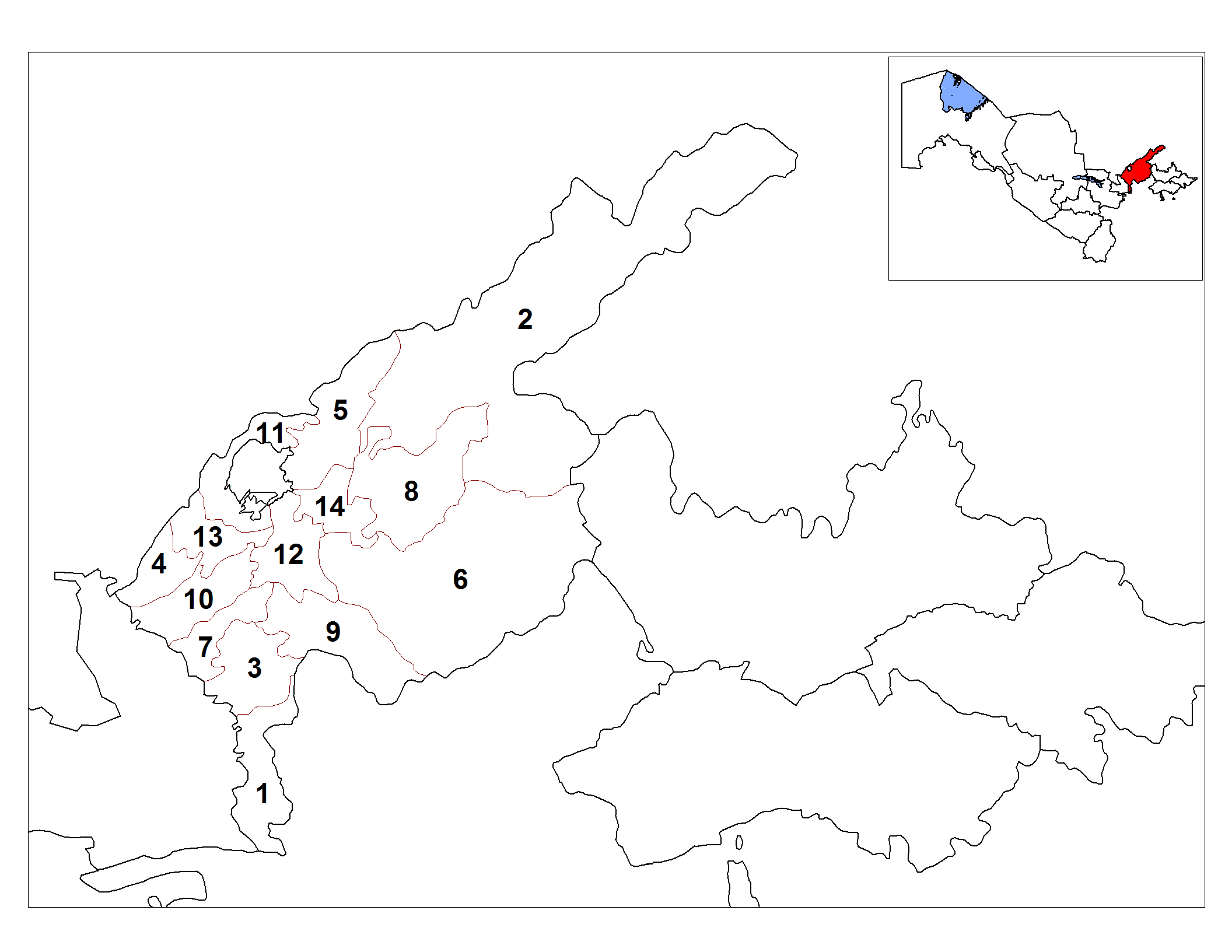
Huyện của tỉnh Toshkent

Tỉnh Toshkent bao gồm 15 huyện (liệt kê bên dưới) và bảy thành phố cấp huyện: Nurafshon, Olmaliq, Angren, Bekabad, Ohangaron, Chirchiq và Yangiyoʻl.
|    | Huyện          | Huyện lỵ   |
| -- | -------------- | ---------- |
| 1  | Bekabad        | Zafar      |
| 2  | Boʻstonliq     | Gʻazalkent |
| 3  | Boʻka          | Boʻka      |
| 4  | Chinoz         | Chinoz     |
| 5  | Qibray         | Qibray     |
| 6  | Ohangaron      | Ohangaron  |
| 7  | Oqqoʻrgʻon     | Oqqoʻrgʻon |
| 8  | Parkent        | Parkent    |
| 9  | Piskent        | Piskent    |
| 10 | Quyichirchiq   | Doʻstobod  |
| 11 | Zangiota       | Eshonguzar |
| 12 | Oʻrtachirchiq  | Nurafshon  |
| 13 | Yangiyoʻl      | Yangiyoʻl  |
| 14 | Yuqorichirchiq | Yangibozor |
| 15 | Toshkent       | Keles      |

Có 16 thành phố (Nurafshon, Olmaliq, Angren, Bekabad, Ohangaron, Chirchiq, Yangiyoʻl, Oqqoʻrgʻon, Gʻazalkent, Boʻka, Parkent, Piskent, Chinoz, Keles, Doʻstobod, Yangiobod) và 95 khu định cư kiểu đô thị trong tỉnh Tashkent.

## Địa lý
Khí hậu đặc trưng lục địa với mùa đông ôn hòa ẩm ướt và mùa hè khô nóng.
Vườn quốc gia Chatkal, với những ngọn núi đẹp và rừng, nằm trong tỉnh Toshkent.

## Kinh tế
Các nguồn tài nguyên thiên nhiên bao gồm đồng, than nâu, molypđen, kẽm, vàng, bạc, đất hiếm, khí đốt tự nhiên, dầu khí, muối ăn lưu huỳnh, đá vôi và đá granit.
Toshkent là tỉnh có nền kinh tế phát triển nhất trong cả nước. Công nghiệp bao gồm sản xuất năng lượng, khai thác mỏ, luyện kim, phân bón, hóa chất, điện tử, dệt may, bông lọc, chế biến thực phẩm và giày dép.
Toshkent cũng có một ngành công nghiệp phát triển nông nghiệp, dựa chủ yếu vào thủy lợi. Các loại cây trồng chính là bông và sợi gai dầu, nhưng ngũ cốc, dưa hấu và gourds, trái cây và rau quả và trái cây đang gia tăng. Chăn nuôi cũng là quan trọng.
Tỉnh có một cơ sở hạ tầng giao thông vận tải phát triển tốt, với hơn 360 km đường sắt và 3.771 km đường có bề mặt.
Toshkent có một sân bay quốc tế lớn, là cửa ngõ hàng không chính đến đất nước.